# Daugai
Daugai (pronúnciaⓘ) é uma pequena cidade situada no distrito município de Alytus, Lituânia. Está a 20 quilômetros (12 mi) a leste de Alytus, às margens do Lago Didžiulis. A cidade sedia a Igreja da Divina Providência (Em lituano: Dievo apvaizdos bažnyčia) datada a partir de 1862, a Escola secundária Vladas Mironas, una escola de arte e agricultura, post office, centro cultural, biblioteca, policlínica, um hospital e muitas empresas comerciais.

## Galeria

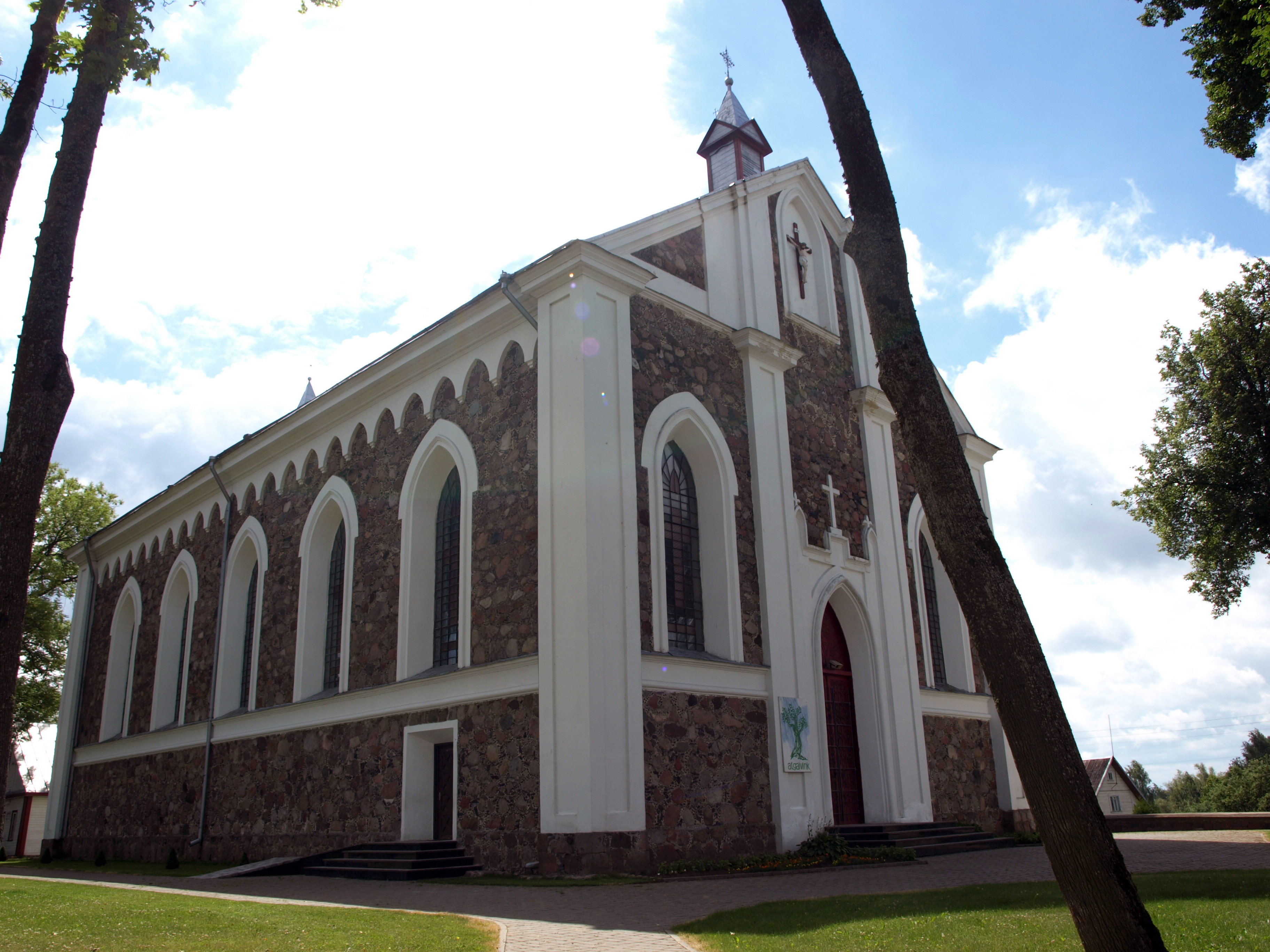
A Igreja da Divina Providência